# كيفن فووت
كيفن فووت (بالإنجليزية: Kevin Foote)‏ هو لاعب اتحاد الرغبي جنوب أفريقي، ولد في 22 مارس 1979 في جوهانسبرغ في جنوب أفريقيا.

## وصلات خارجية
- كيفن فووت على موقع سلسلة سباعيات الرغبي العالمية - رجال (الإنجليزية)